# Нулификацијска криза
Нулификацијска криза је сукоб око царине који је избио између савезне владе Јужне Каролине и федералне владе САД за време мандата америчког председника Ендруа Џексона.
Главни камен спотицања било је настојање федералне владе САД-а да царинске стопе стално повећава. Од првих заштитних царина донетих 1816. године, царина је повећавана још два пута, 1824. и 1828. године. Овим мерама је највише био погођен Југ где су царинске стопе биле толико високе да су прозване царинама достојним сваког презира. Центар незадовољства је била Јужна Каролина, чија је скупштина у децембру 1828. године усвојила Објашњење и протест Џона К. Калхуна којим се потврђује право нулификације, односно поништавање федералних закона који се тичу царина.
Међутим, нулификација је ступила на снагу тек 1832. године, након доношења новог закона о царинама. Иако су законом снижене царинске стопе, оне су и даље биле високе за Јужну Каролину. Нулификационисти су у новембру сазвали конференцију на којој је одлучено да закони о царини из 1828. и 1832. године не обавезују службена ни правна лица Јужне Каролине, а федералној влади је упућен ултиматум да уколико федерална влада прибегне сили, Јужна Каролина ће изаћи из Уније.
Председник Џексон је убрзо донео једну прокламацију којом је потврдио да је нулификација незаконита и није у складу са уставом, а од Конгреса је затражио да га овласти да се у случају потребе послужи војном силом против Јужне Каролине. Истовремено је Конгресу дат предлог да се донесе закон о снижењу царинских стопа. Овај закон је усвојен истог дана, након чега је Јужна Каролина повукла своју наредбу о нулификацији и прихватила нове царине чиме је овај спор завршен.